# Рогівка (платформа)
Ро́гівка — пасажирський зупинний пункт Полтавського напрямку. Розташований між платформами Хворостове та Баранове. Пункт розташований між селами Рогівка та Тетющине Валківського району. На пункті зупиняються лише приміські потяги. Пункт відноситься до Сумської дирекції Південної залізниці.
Відстань до станції Харків-Пасажирський — 45,2 км.